# 영광우체국
영광우체국(靈光郵遞局)은 과학기술정보통신부 우정사업본부 전남지방우정청 소속의 우편물 취급기관이다. 전라남도 영광군 영광읍 중앙로 200(무령리)에 있다.

## 연혁
- 1905년 6월 6일: 영광 임시우체소 (영광군 동부면 성내리)
- 1906년 12월 1일: 임시우체소 폐지, 영광우편취급소 설치(영광읍 무령리)
- 1909년 11월 1일: 영광우편전신취급소로 개칭
- 1910년 10월 1일: 영광우편소로 개칭
- 1936년 1월 1일: 청사신축이전(영광군 영광읍 무령리 368)
- 1950년 1월 15일: 영광우체국으로 국명 개칭
- 1962년 5월 16일 : 위도우체국 별정우체국 개국[1]
- 1963년 : 위도면이 부안군으로 편입됨에 따라 위도우체국을 부안우체국으로 이관
- 1967년 11월 1일: 사무관국으로 승격
- 1967년 12월 18일: 청사 개축
- 1995년 8월 16일: 임시우체국 설치 (영광군 백학리 단위농협창고)
- 1997년 4월 20일: 청사신축 이전 (영광군 영광읍 무령리 368)
- 2012년 3월 2일: 집배광역화를 위해 영광군 홍농읍 우편구역을 영광우체국으로 통합[2]
- 2017년 11월 10일: 영광남천우편취급국 위탁계약 해지[3]

## 관할 우체국
| 우체국명       | 사진 | 주소                                | 비고 |
| -------------- | ---- | ----------------------------------- | ---- |
| 군남우체국     |      | 전라남도 영광군 군남면 포천길 30    |      |
| 낙월우체국     |      | 전라남도 영광군 낙월면 낙월길 52-4  |      |
| 대마우체국     |      | 전라남도 영광군 대마면 영장로 259-1 |      |
| 묘량우체국     |      | 전라남도 영광군 묘량면 묘량로 271   |      |
| 백수우체국     |      | 전라남도 영광군 백수읍 백수로 989   |      |
| 법성포우체국   |      | 전라남도 영광군 법성면 진굴비길 50  |      |
| 불갑우체국     |      | 전라남도 영광군 불갑면 함영로4길 21 |      |
| 염산우체국     |      | 전라남도 영광군 염산면 칠산로 75    |      |
| 영광군서우체국 |      | 전라남도 영광군 군서면 군서로 5     |      |
| 영광남천취급국 |      | 전라남도 영광군 영광읍 신남로 194-1 |      |
| 홍농우체국     |      | 전라남도 영광군 홍농읍 홍농로 450   |      |